# Comté de Plantagenet
Pour les articles homonymes, voir Plantagenet.
Le comté de Plantagenet (en anglais : Shire of Plantagenet) est une zone d'administration locale du sud de l'Australie-Occidentale en Australie. Le comté est situé à 50 km au nord d'Albany et à 360 kilomètres au sud de Perth, la capitale de l'État. En 2021, il compte 5 388 habitants.
Le centre administratif du comté est la ville de Mount Barker.

## Localités
Le comté est divisé en un certain nombre de localités :
- Mount Barker ;
- Narrikup ;
- Rocky Gully ;
- Kendenup ;
- Porongurup.

## Politique
Le comté compte 9 conseillers locaux et est divisé en 5 circonscriptions depuis 2001 :
- East Ward (2 conseillers) ;
- Kendenup Ward (1 conseiller) ;
- Rocky Gully/West Ward (2 conseillers) ;
- South Ward (1 conseiller) ;
- Town Ward (3 conseillers)[2].

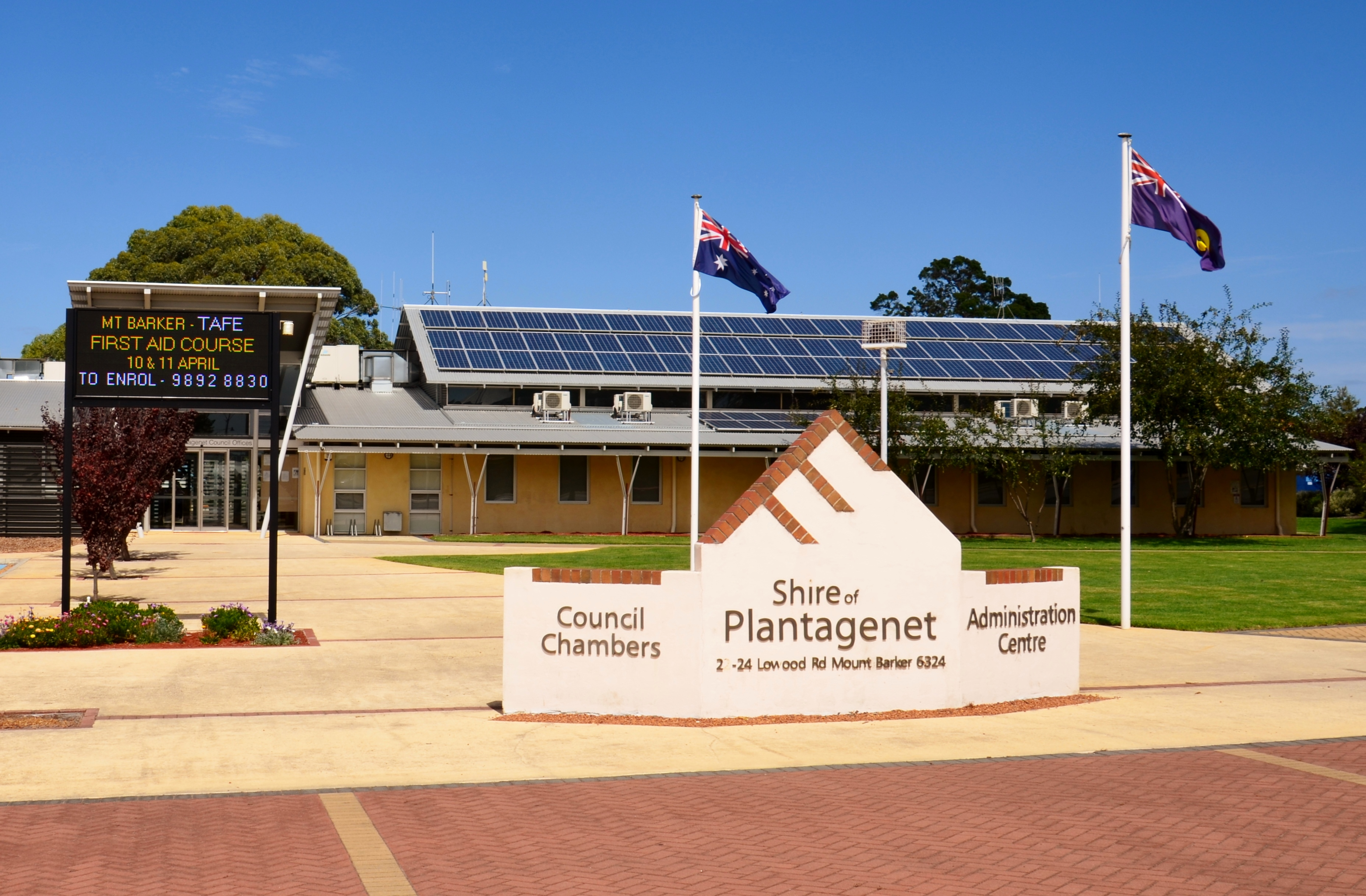
Entrée du conseil de comté.
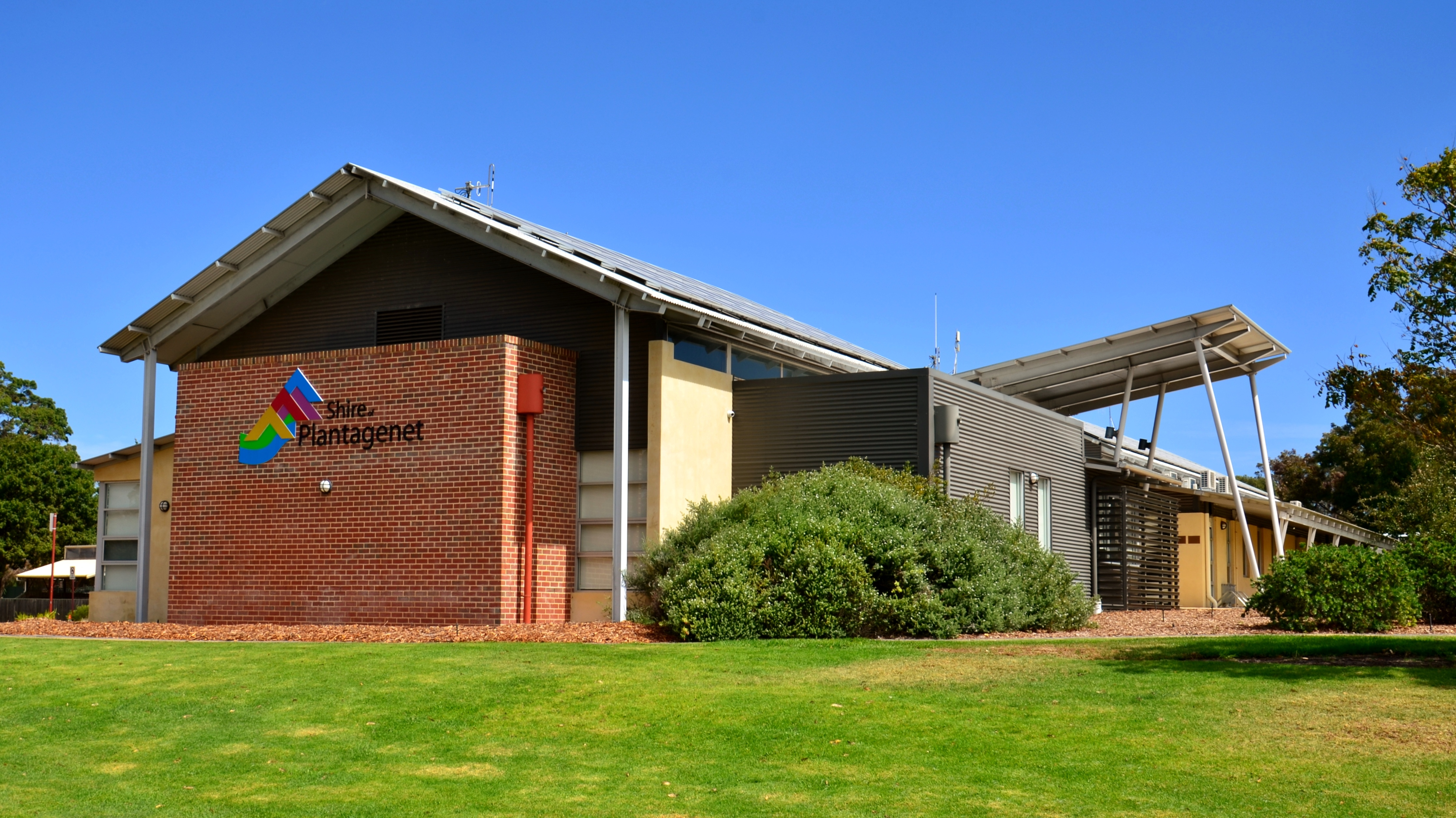
Bâtiment du conseil de comté.

## Économie
L'économie du comté est basée sur le tourisme, la sylviculture (gommier bleu) et l'agriculture (céréales, ovins, bovins, vin, canola, olives).